# Flèche wallonne féminine 2007
Cet article concerne l'édition féminine de la Flèche wallonne. Pour la course masculine, voir Flèche wallonne 2007.
La 10e édition de la Flèche wallonne féminine a eu lieu le 25 avril 2007. Elle fait partie du calendrier de la Coupe du monde de cyclisme sur route féminine 2007. La course est remportée par la Néerlandaise Marianne Vos.

## Parcours
Le parcours, long de 103,5 km, comporte les huit côtes suivantes :
| Num | Nom                | km   | Longueur (m) | Pente moyenne | km de l'arrivée |
| --- | ------------------ | ---- | ------------ | ------------- | --------------- |
| 1   | Côte de Pailhe     | 16,5 |              |               | 87,5            |
| 2   | Côte de Peu d'Eau  | 38,5 | 2 700        | 3,9 %         | 65,5            |
| 3   | Côte de Haut-Bois  | 44   | 1 600        | 4,8 %         | 60              |
| 4   | Côte de Thon       | 54   | 1 000        | 8,5 %         | 50              |
| 5   | Côte de Bonneville | 62   | 900          | 9,7 %         | 42              |
| 6   | Côte de Bohissau   | 74   | 1 300        | 7,6 %         | 30              |
| 7   | Côte de Ahin       | 89,5 | 2 300        | 6,5 %         | 14,5            |
| 8   | Mur de Huy         | 104  | 1 300        | 9,3 %         | 0               |

## Équipes
| Équipes féminines professionnelles (15)- DSB Bank - Bigla - AA Drink-Cycling Team - Fenixs-HPB - Flexpoint - Team Getränke-Hoffmann - Lotto-Belisol Ladiesteam - Menikini-Selle Italia-Gysko - Equipe Nürnberger Versicherung - Raleigh Lifeforce Creation HB - Saccarelli EMU Marsciano - T-Mobile - Uniqa - Vienne Futuroscope - Vlaanderen-Capri Sonne-T Interim Équipes nationales (9)- Allemagne - Australie - Belgique - États-Unis - France - Lituanie - Nouvelle-Zélande - Pays-Bas - Suisse |
| |

## Récit de la course

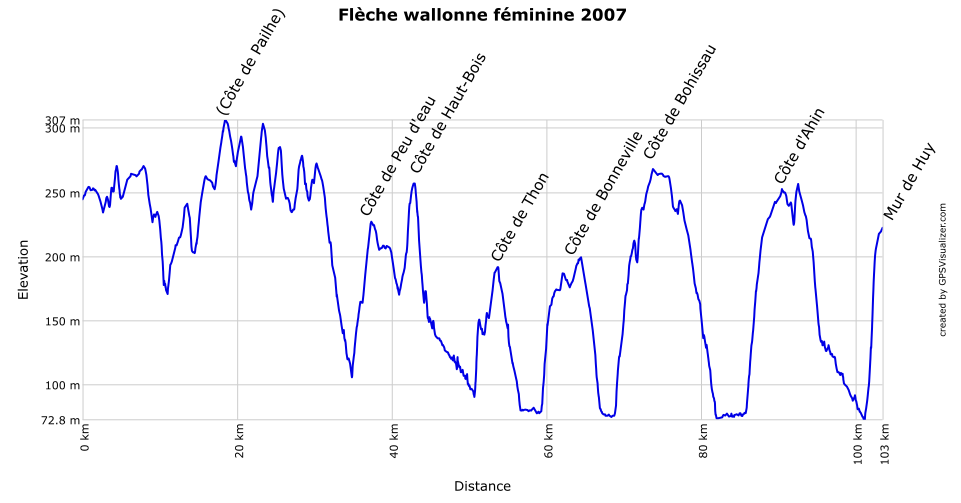
Profil de la course

La première échappée est le fruit de Kim Anderson au bout de quatorze kilomètres. Elle est néanmoins rapidement reprise. Dolores Mächler-Rupp fait une tentative dans la côte de Pailhe, suivie ensuite de Suzanne de Goede, sans plus de succès. Svetlana Boubnenkova, Kristin Armstrong et Andrea Bosman passent en tête la côte de Peu d'Eau. Le peloton est groupé lors de l'ascension suivante. Dans la côte de Thon, Kristin Armstrong repart, mais est de nouveau rejointe. Edwige Pitel attaque à son tour dans la côte de Bonneville et rejoint Katheryn Curi, partie juste avant. Elles sont reprises un kilomètre après le sommet. Alison Powers passe en tête la côte de Bohissau. Enfin, Chantal Beltman et Sara Carrigan attaquent dans la côte de Ahin. Le peloton se présente néanmoins groupé au pied du mur de Huy. Dans celui-ci, Nicole Cooke fait preuve d'impatience en attaquant tôt avec Eva Lutz. Elles sont suivies par Marianne Vos, Amber Neben et Regina Bruins. La Galloise accélère une seconde fois, suivie seulement par Marianne Vos. Cette dernière parvient à doubler dans le final et devient la première championne du monde en titre à gagner la Flèche wallonne. Nicole Cooke est deuxième, Judith Arndt troisième.

## Classement final
| \| Classement général \| Classement général \| Classement général \| Classement général \| Classement général \| \| Coureuse \| Coureuse \| Pays \| Équipe \| Temps \| \| ------------------ \| ------------------ \| ------------------ \| ------------------------------ \| ------------------ \| \| 1re \| Marianne Vos \| Pays-Bas \| DSB Bank \| 2 h 48 min 05 s \| \| 2e \| Nicole Cooke \| Royaume-Uni \| Raleigh Lifeforce Creation HB \| + 4 s \| \| 3e \| Judith Arndt \| Allemagne \| T-Mobile \| + 7 s \| \| 4e \| Amber Neben \| États-Unis \| Flexpoint \| + 15 s \| \| 5e \| Kristin Armstrong \| États-Unis \| États-Unis \| + 19 s \| \| 6e \| Nicole Brändli \| Suisse \| Bigla \| + 23 s \| \| 7e \| Andrea Graus \| Autriche \| Equipe Nürnberger Versicherung \| + 23 s \| \| 8e \| Regina Bruins \| Pays-Bas \| Pays-Bas \| + 27 s \| \| 9e \| Fabiana Luperini \| Italie \| Menikini-Selle Italia-Gysko \| + 29 s \| \| 10e \| Eva Lutz \| Allemagne \| Equipe Nürnberger Versicherung \| + 31 s \| |                   |             |                                |                 |
| |                   |             |                                |                 |
| Source : Cycling Quotient |                   |             |                                |                 |
| Classement général |                   |             |                                |                 |
| Coureuse | Coureuse          | Pays        | Équipe                         | Temps           |
| 1re | Marianne Vos      | Pays-Bas    | DSB Bank                       | 2 h 48 min 05 s |
| 2e | Nicole Cooke      | Royaume-Uni | Raleigh Lifeforce Creation HB  | + 4 s           |
| 3e | Judith Arndt      | Allemagne   | T-Mobile                       | + 7 s           |
| 4e | Amber Neben       | États-Unis  | Flexpoint                      | + 15 s          |
| 5e | Kristin Armstrong | États-Unis  | États-Unis                     | + 19 s          |
| 6e | Nicole Brändli    | Suisse      | Bigla                          | + 23 s          |
| 7e | Andrea Graus      | Autriche    | Equipe Nürnberger Versicherung | + 23 s          |
| 8e | Regina Bruins     | Pays-Bas    | Pays-Bas                       | + 27 s          |
| 9e | Fabiana Luperini  | Italie      | Menikini-Selle Italia-Gysko    | + 29 s          |
| 10e | Eva Lutz          | Allemagne   | Equipe Nürnberger Versicherung | + 31 s          |

## Liste des participantes
| Raleigh Lifeforce Creation HB RLT | Raleigh Lifeforce Creation HB RLT | Raleigh Lifeforce Creation HB RLT |
| --------------------------------- | --------------------------------- | --------------------------------- |
| Num                               | Coureuse                          | Pos                               |
| 1                                 | Nicole Cooke (GBR) (route)        | 2e                                |
| 2                                 | Priska Doppmann (SUI)             | 17e                               |
| 3                                 | Sarah Düster (GER)                | AB                                |
| 4                                 | Joanne Kiesanowski (NZL)          | 45e                               |
| 5                                 | Emma Rickards (AUS)               | 43e                               |
| 6                                 | Karin Thürig (SUI)                | 31e                               |

| DSB Bank DSB | DSB Bank DSB               | DSB Bank DSB |
| ------------ | -------------------------- | ------------ |
| Num          | Coureuse                   | Pos          |
| 11           | Adrie Visser (NED)         | AB           |
| 12           | Andrea Bosman (NED)        | 14e          |
| 13           | Ludivine Henrion (BEL)     | 48e          |
| 14           | Noortje Tabak (NED)        | AB           |
| 16           | Marianne Vos (NED) (route) | 1re          |
| 17           | Sanne van Paassen (NED)    | AB           |

| T-Mobile TMP | T-Mobile TMP            | T-Mobile TMP |
| ------------ | ----------------------- | ------------ |
| Num          | Coureuse                | Pos          |
| 21           | Judith Arndt (GER)      | 3e           |
| 22           | Kimberly Anderson (USA) | 47e          |
| 23           | Chantal Beltman (NED)   | 46e          |
| 24           | Suzanne de Goede (NED)  | 56e          |
| 25           | Alexis Rhodes (AUS)     | AB           |
| 26           | Oenone Wood (AUS)       | 35e          |

| Belgique BEL | Belgique BEL       | Belgique BEL |
| ------------ | ------------------ | ------------ |
| Num          | Coureuse           | Pos          |
| 31           | Ine Beyen          | AB           |
| 32           | Lien Beyen         | AB           |
| 34           | Sofie De Vuyst     | AB           |
| 35           | Melissa Flagothier | AB           |
| 36           | Carine Potums      | AB           |
| 38           | Hannah Verhaeghe   | AB           |

| Menikini-Selle Italia-Gysko MSG | Menikini-Selle Italia-Gysko MSG | Menikini-Selle Italia-Gysko MSG |
| ------------------------------- | ------------------------------- | ------------------------------- |
| Num                             | Coureuse                        | Pos                             |
| 41                              | Fabiana Luperini (ITA) (route)  | 9e                              |
| 42                              | Sigrid Corneo (ITA)             | AB                              |
| 44                              | Eneritz Iturriaga (ESP)         | AB                              |
| 45                              | Miho Oki (JPN) (route)          | 44e                             |
| 46                              | Dorte Lohse Rasmussen (DEN)     | 42e                             |

| Bigla BCT | Bigla BCT                  | Bigla BCT |
| --------- | -------------------------- | --------- |
| Num       | Coureuse                   | Pos       |
| 51        | Zulfiya Zabirova (KAZ)     | AB        |
| 52        | Veronica Andrèasson (SWE)  | AB        |
| 53        | Nicole Brändli (SUI)       | 6e        |
| 54        | Noemi Cantele (ITA)        | 33e       |
| 55        | Tanja Schmidt-Hennes (GER) | AB        |
| 56        | Andrea Thürig (SUI)        | AB        |

| Australie AUS | Australie AUS     | Australie AUS |
| ------------- | ----------------- | ------------- |
| Num           | Coureuse          | Pos           |
| 61            | Nikki Butterfield | 23e           |
| 62            | Katie Brown       | AB            |
| 63            | Lorian Graham     | 27e           |
| 64            | Jocelyn Loane     | 53e           |
| 65            | Jenny MacPherson  | AB            |
| 66            | Amanda Spratt     | AB            |

| Equipe Nürnberger Versicherung NUR | Equipe Nürnberger Versicherung NUR | Equipe Nürnberger Versicherung NUR |
| ---------------------------------- | ---------------------------------- | ---------------------------------- |
| Num                                | Coureuse                           | Pos                                |
| 71                                 | Trixi Worrack (GER)                | 18e                                |
| 72                                 | Andrea Graus (AUT)                 | 7e                                 |
| 73                                 | Claudia Häusler (GER) (route)      | 41e                                |
| 74                                 | Eva Lutz (GER)                     | 10e                                |
| 75                                 | Edita Pučinskaitė (LTU)            | 20e                                |
| 76                                 | Modesta Vžesniauskaitė (LTU)       | AB                                 |

| États-Unis USA | États-Unis USA            | États-Unis USA |
| -------------- | ------------------------- | -------------- |
| Num            | Coureuse                  | Pos            |
| 81             | Kristin Armstrong (route) | 5e             |
| 82             | Lauren Franges            | AB             |
| 83             | Rebecca Larson            | AB             |
| 84             | Alison Powers             | 49e            |
| 85             | Brooke Miller             | AB             |
| 86             | Katheryn Curi             | 50e            |

| Saccarelli EMU Marsciano SEM | Saccarelli EMU Marsciano SEM | Saccarelli EMU Marsciano SEM |
| ---------------------------- | ---------------------------- | ---------------------------- |
| Num                          | Coureuse                     | Pos                          |
| 91                           | Monia Baccaille (ITA)        | 19e                          |
| 92                           | Miyoko Karami (JPN)          | AB                           |
| 93                           | Alice Marmorini (ITA)        | AB                           |
| 94                           | Alessia Quarta (ITA)         | AB                           |

| France FRA | France FRA               | France FRA |
| ---------- | ------------------------ | ---------- |
| Num        | Coureuse                 | Pos        |
| 101        | Maryline Salvetat        | 36e        |
| 102        | Christel Ferrier-Bruneau | AB         |
| 103        | Sonia Huguet             | AB         |
| 104        | Magali Mocquery          | AB         |
| 105        | Angelique Saldana        | 57e        |
| 106        | Béatrice Thomas          | AB         |

| Team Getränke-Hoffmann TGH | Team Getränke-Hoffmann TGH | Team Getränke-Hoffmann TGH |
| -------------------------- | -------------------------- | -------------------------- |
| Num                        | Coureuse                   | Pos                        |
| 112                        | Natalie Bates (AUS)        | AB                         |
| 113                        | Angela Hennig (GER)        | AB                         |
| 114                        | Birgit Hollmann (GER)      | 25e                        |
| 115                        | Tina Liebig (GER)          | AB                         |
| 116                        | Stephanie Pohl (GER)       | AB                         |
| 117                        | Theresa Senff (GER)        | AB                         |

| AA Drink-Cycling Team AAD | AA Drink-Cycling Team AAD        | AA Drink-Cycling Team AAD |
| ------------------------- | -------------------------------- | ------------------------- |
| Num                       | Coureuse                         | Pos                       |
| 121                       | Marlijn Binnendijk (NED)         | AB                        |
| 122                       | Paulina Brzeźna-Bentkowska (POL) | 11e                       |
| 123                       | Tatiana Guderzo (ITA)            | 15e                       |
| 124                       | Inge van den Broeck (BEL)        | AB                        |
| 125                       | Irene van den Broek (NED)        | 32e                       |
| 129                       | Kirsten Wild (NED)               | AB                        |

| Allemagne GER | Allemagne GER        | Allemagne GER |
| ------------- | -------------------- | ------------- |
| Num           | Coureuse             | Pos           |
| 131           | Hanka Kupfernagel    | 26e           |
| 132           | Marlen Jöhrend       | AB            |
| 135           | Lisa Weissenseel     | AB            |
| 136           | Jana Schemmer        | AB            |
| 137           | Alexandra Sontheimer | AB            |
| 138           | Denise Zuckermandel  | AB            |

| Flexpoint FLX | Flexpoint FLX                   | Flexpoint FLX |
| ------------- | ------------------------------- | ------------- |
| Num           | Coureuse                        | Pos           |
| 141           | Susanne Ljungskog (SWE) (route) | 22e           |
| 142           | Annette Beutler (SUI) (route)   | 24e           |
| 143           | Luise Keller (GER)              | 51e           |
| 145           | Amber Neben (USA)               | 4e            |
| 146           | Madeleine Sandig (GER)          | 39e           |
| 147           | Suzanne van Veen (NED)          | AB            |

| Vlaanderen-Capri Sonne-T Interim VLL | Vlaanderen-Capri Sonne-T Interim VLL | Vlaanderen-Capri Sonne-T Interim VLL |
| ------------------------------------ | ------------------------------------ | ------------------------------------ |
| Num                                  | Coureuse                             | Pos                                  |
| 151                                  | Sofie Goor (BEL)                     | 40e                                  |
| 152                                  | Emma Johansson (SWE)                 | 34e                                  |
| 153                                  | Loes Sels (BEL)                      | AB                                   |
| 154                                  | Evy Van Damme (BEL)                  | AB                                   |
| 155                                  | Laure Werner (BEL)                   | AB                                   |

| Nouvelle-Zélande NZL | Nouvelle-Zélande NZL | Nouvelle-Zélande NZL |
| -------------------- | -------------------- | -------------------- |
| Num                  | Coureuse             | Pos                  |
| 161                  | Toni Bradshaw        | AB                   |
| 162                  | Michelle Hyland      | AB                   |
| 163                  | Serena Sheridan      | AB                   |
| 164                  | Georgina Waibl       | 29e                  |
| 165                  | Carissa Wilkes       | AB                   |

| Pays-Bas NED | Pays-Bas NED           | Pays-Bas NED |
| ------------ | ---------------------- | ------------ |
| Num          | Coureuse               | Pos          |
| 171          | Regina Bruins          | 8e           |
| 172          | Reza Hormes-Ravenstijn | AB           |
| 173          | Moniek Rotmensen       | AB           |
| 174          | Monique van de Ree     | AB           |
| 175          | Daphny van den Brand   | AB           |
| 176          | Elsbeth van Rooy-Vink  | 38e          |

| Fenixs-HPB FEN | Fenixs-HPB FEN             | Fenixs-HPB FEN |
| -------------- | -------------------------- | -------------- |
| Num            | Coureuse                   | Pos            |
| 181            | Svetlana Boubnenkova (RUS) | 16e            |
| 182            | Liane Bahler (GER)         | AB             |
| 183            | Natalja Bojarskaja (RUS)   | AB             |
| 184            | Stefanie Gronow (GER)      | AB             |
| 185            | Oxana Kozonchuk (RUS)      | AB             |
| 186            | Laura Morfin (MEX)         | AB             |

| Suisse SUI | Suisse SUI           | Suisse SUI |
| ---------- | -------------------- | ---------- |
| Num        | Coureuse             | Pos        |
| 192        | Sarah Grab           | AB         |
| 193        | Andrea Kuster        | AB         |
| 194        | Dolores Mächler-Rupp | AB         |
| 195        | Karin Steiner        | AB         |
| 196        | Iris Zwahlen         | AB         |

| Lotto-Belisol Ladiesteam LBL | Lotto-Belisol Ladiesteam LBL | Lotto-Belisol Ladiesteam LBL |
| ---------------------------- | ---------------------------- | ---------------------------- |
| Num                          | Coureuse                     | Pos                          |
| 201                          | Martine Bras (NED)           | AB                           |
| 202                          | Sara Carrigan (AUS)          | 30e                          |
| 203                          | Lieselot Decroix (BEL)       | 13e                          |
| 204                          | Catherine Delfosse (BEL)     | AB                           |
| 206                          | Grace Verbeke (BEL)          | 37e                          |
| 209                          | Kim Schoonbaert (BEL)        | AB                           |

| Lituanie LTU | Lituanie LTU        | Lituanie LTU |
| ------------ | ------------------- | ------------ |
| Num          | Coureuse            | Pos          |
| 211          | Daiva Tušlaitė      | 52e          |
| 212          | Edita Janeliūnaitė  | AB           |
| 213          | Urtė Juodvalkytė    | AB           |
| 214          | Rasa Leleivytė      | AB           |
| 215          | Agnė Miliškevičiūtė | AB           |
| 216          | Edita Ungurytė      | AB           |

| Vienne Futuroscope FUT | Vienne Futuroscope FUT       | Vienne Futuroscope FUT |
| ---------------------- | ---------------------------- | ---------------------- |
| Num                    | Coureuse                     | Pos                    |
| 221                    | Marina Jaunâtre (FRA)        | 12e                    |
| 222                    | Sonia Bazire (FRA)           | AB                     |
| 223                    | Mélanie Bravard (FRA)        | AB                     |
| 224                    | Karine Gautard-Roussel (FRA) | 55e                    |
| 225                    | Nathalie Jeuland (FRA)       | AB                     |
| 226                    | Emmanuelle Merlot (FRA)      | AB                     |

| Uniqa UNG | Uniqa UNG                    | Uniqa UNG |
| --------- | ---------------------------- | --------- |
| Num       | Coureuse                     | Pos       |
| 231       | Lada Kozlíková (CZE) (route) | 54e       |
| 232       | Daniela Pintarelli (AUT)     | AB        |
| 233       | Edwige Pitel (FRA)           | 21e       |
| 234       | Monika Schachl (AUT)         | 28e       |
| 235       | Bernadette Schober (AUT)     | AB        |
| 236       | Veronika Sprügl (AUT)        | AB        |

| Raleigh Lifeforce Creation HB RLT | Raleigh Lifeforce Creation HB RLT | Raleigh Lifeforce Creation HB RLT |
| --------------------------------- | --------------------------------- | --------------------------------- |
| Num                               | Coureuse                          | Pos                               |
| 1                                 | Nicole Cooke (GBR) (route)        | 2e                                |
| 2                                 | Priska Doppmann (SUI)             | 17e                               |
| 3                                 | Sarah Düster (GER)                | AB                                |
| 4                                 | Joanne Kiesanowski (NZL)          | 45e                               |
| 5                                 | Emma Rickards (AUS)               | 43e                               |
| 6                                 | Karin Thürig (SUI)                | 31e                               |

| DSB Bank DSB | DSB Bank DSB               | DSB Bank DSB |
| ------------ | -------------------------- | ------------ |
| Num          | Coureuse                   | Pos          |
| 11           | Adrie Visser (NED)         | AB           |
| 12           | Andrea Bosman (NED)        | 14e          |
| 13           | Ludivine Henrion (BEL)     | 48e          |
| 14           | Noortje Tabak (NED)        | AB           |
| 16           | Marianne Vos (NED) (route) | 1re          |
| 17           | Sanne van Paassen (NED)    | AB           |

| T-Mobile TMP | T-Mobile TMP            | T-Mobile TMP |
| ------------ | ----------------------- | ------------ |
| Num          | Coureuse                | Pos          |
| 21           | Judith Arndt (GER)      | 3e           |
| 22           | Kimberly Anderson (USA) | 47e          |
| 23           | Chantal Beltman (NED)   | 46e          |
| 24           | Suzanne de Goede (NED)  | 56e          |
| 25           | Alexis Rhodes (AUS)     | AB           |
| 26           | Oenone Wood (AUS)       | 35e          |

| Belgique BEL | Belgique BEL       | Belgique BEL |
| ------------ | ------------------ | ------------ |
| Num          | Coureuse           | Pos          |
| 31           | Ine Beyen          | AB           |
| 32           | Lien Beyen         | AB           |
| 34           | Sofie De Vuyst     | AB           |
| 35           | Melissa Flagothier | AB           |
| 36           | Carine Potums      | AB           |
| 38           | Hannah Verhaeghe   | AB           |

| Menikini-Selle Italia-Gysko MSG | Menikini-Selle Italia-Gysko MSG | Menikini-Selle Italia-Gysko MSG |
| ------------------------------- | ------------------------------- | ------------------------------- |
| Num                             | Coureuse                        | Pos                             |
| 41                              | Fabiana Luperini (ITA) (route)  | 9e                              |
| 42                              | Sigrid Corneo (ITA)             | AB                              |
| 44                              | Eneritz Iturriaga (ESP)         | AB                              |
| 45                              | Miho Oki (JPN) (route)          | 44e                             |
| 46                              | Dorte Lohse Rasmussen (DEN)     | 42e                             |

| Bigla BCT | Bigla BCT                  | Bigla BCT |
| --------- | -------------------------- | --------- |
| Num       | Coureuse                   | Pos       |
| 51        | Zulfiya Zabirova (KAZ)     | AB        |
| 52        | Veronica Andrèasson (SWE)  | AB        |
| 53        | Nicole Brändli (SUI)       | 6e        |
| 54        | Noemi Cantele (ITA)        | 33e       |
| 55        | Tanja Schmidt-Hennes (GER) | AB        |
| 56        | Andrea Thürig (SUI)        | AB        |

| Australie AUS | Australie AUS     | Australie AUS |
| ------------- | ----------------- | ------------- |
| Num           | Coureuse          | Pos           |
| 61            | Nikki Butterfield | 23e           |
| 62            | Katie Brown       | AB            |
| 63            | Lorian Graham     | 27e           |
| 64            | Jocelyn Loane     | 53e           |
| 65            | Jenny MacPherson  | AB            |
| 66            | Amanda Spratt     | AB            |

| Equipe Nürnberger Versicherung NUR | Equipe Nürnberger Versicherung NUR | Equipe Nürnberger Versicherung NUR |
| ---------------------------------- | ---------------------------------- | ---------------------------------- |
| Num                                | Coureuse                           | Pos                                |
| 71                                 | Trixi Worrack (GER)                | 18e                                |
| 72                                 | Andrea Graus (AUT)                 | 7e                                 |
| 73                                 | Claudia Häusler (GER) (route)      | 41e                                |
| 74                                 | Eva Lutz (GER)                     | 10e                                |
| 75                                 | Edita Pučinskaitė (LTU)            | 20e                                |
| 76                                 | Modesta Vžesniauskaitė (LTU)       | AB                                 |

| États-Unis USA | États-Unis USA            | États-Unis USA |
| -------------- | ------------------------- | -------------- |
| Num            | Coureuse                  | Pos            |
| 81             | Kristin Armstrong (route) | 5e             |
| 82             | Lauren Franges            | AB             |
| 83             | Rebecca Larson            | AB             |
| 84             | Alison Powers             | 49e            |
| 85             | Brooke Miller             | AB             |
| 86             | Katheryn Curi             | 50e            |

| Saccarelli EMU Marsciano SEM | Saccarelli EMU Marsciano SEM | Saccarelli EMU Marsciano SEM |
| ---------------------------- | ---------------------------- | ---------------------------- |
| Num                          | Coureuse                     | Pos                          |
| 91                           | Monia Baccaille (ITA)        | 19e                          |
| 92                           | Miyoko Karami (JPN)          | AB                           |
| 93                           | Alice Marmorini (ITA)        | AB                           |
| 94                           | Alessia Quarta (ITA)         | AB                           |

| France FRA | France FRA               | France FRA |
| ---------- | ------------------------ | ---------- |
| Num        | Coureuse                 | Pos        |
| 101        | Maryline Salvetat        | 36e        |
| 102        | Christel Ferrier-Bruneau | AB         |
| 103        | Sonia Huguet             | AB         |
| 104        | Magali Mocquery          | AB         |
| 105        | Angelique Saldana        | 57e        |
| 106        | Béatrice Thomas          | AB         |

| Team Getränke-Hoffmann TGH | Team Getränke-Hoffmann TGH | Team Getränke-Hoffmann TGH |
| -------------------------- | -------------------------- | -------------------------- |
| Num                        | Coureuse                   | Pos                        |
| 112                        | Natalie Bates (AUS)        | AB                         |
| 113                        | Angela Hennig (GER)        | AB                         |
| 114                        | Birgit Hollmann (GER)      | 25e                        |
| 115                        | Tina Liebig (GER)          | AB                         |
| 116                        | Stephanie Pohl (GER)       | AB                         |
| 117                        | Theresa Senff (GER)        | AB                         |

| AA Drink-Cycling Team AAD | AA Drink-Cycling Team AAD        | AA Drink-Cycling Team AAD |
| ------------------------- | -------------------------------- | ------------------------- |
| Num                       | Coureuse                         | Pos                       |
| 121                       | Marlijn Binnendijk (NED)         | AB                        |
| 122                       | Paulina Brzeźna-Bentkowska (POL) | 11e                       |
| 123                       | Tatiana Guderzo (ITA)            | 15e                       |
| 124                       | Inge van den Broeck (BEL)        | AB                        |
| 125                       | Irene van den Broek (NED)        | 32e                       |
| 129                       | Kirsten Wild (NED)               | AB                        |

| Allemagne GER | Allemagne GER        | Allemagne GER |
| ------------- | -------------------- | ------------- |
| Num           | Coureuse             | Pos           |
| 131           | Hanka Kupfernagel    | 26e           |
| 132           | Marlen Jöhrend       | AB            |
| 135           | Lisa Weissenseel     | AB            |
| 136           | Jana Schemmer        | AB            |
| 137           | Alexandra Sontheimer | AB            |
| 138           | Denise Zuckermandel  | AB            |

| Flexpoint FLX | Flexpoint FLX                   | Flexpoint FLX |
| ------------- | ------------------------------- | ------------- |
| Num           | Coureuse                        | Pos           |
| 141           | Susanne Ljungskog (SWE) (route) | 22e           |
| 142           | Annette Beutler (SUI) (route)   | 24e           |
| 143           | Luise Keller (GER)              | 51e           |
| 145           | Amber Neben (USA)               | 4e            |
| 146           | Madeleine Sandig (GER)          | 39e           |
| 147           | Suzanne van Veen (NED)          | AB            |

| Vlaanderen-Capri Sonne-T Interim VLL | Vlaanderen-Capri Sonne-T Interim VLL | Vlaanderen-Capri Sonne-T Interim VLL |
| ------------------------------------ | ------------------------------------ | ------------------------------------ |
| Num                                  | Coureuse                             | Pos                                  |
| 151                                  | Sofie Goor (BEL)                     | 40e                                  |
| 152                                  | Emma Johansson (SWE)                 | 34e                                  |
| 153                                  | Loes Sels (BEL)                      | AB                                   |
| 154                                  | Evy Van Damme (BEL)                  | AB                                   |
| 155                                  | Laure Werner (BEL)                   | AB                                   |

| Nouvelle-Zélande NZL | Nouvelle-Zélande NZL | Nouvelle-Zélande NZL |
| -------------------- | -------------------- | -------------------- |
| Num                  | Coureuse             | Pos                  |
| 161                  | Toni Bradshaw        | AB                   |
| 162                  | Michelle Hyland      | AB                   |
| 163                  | Serena Sheridan      | AB                   |
| 164                  | Georgina Waibl       | 29e                  |
| 165                  | Carissa Wilkes       | AB                   |

| Pays-Bas NED | Pays-Bas NED           | Pays-Bas NED |
| ------------ | ---------------------- | ------------ |
| Num          | Coureuse               | Pos          |
| 171          | Regina Bruins          | 8e           |
| 172          | Reza Hormes-Ravenstijn | AB           |
| 173          | Moniek Rotmensen       | AB           |
| 174          | Monique van de Ree     | AB           |
| 175          | Daphny van den Brand   | AB           |
| 176          | Elsbeth van Rooy-Vink  | 38e          |

| Fenixs-HPB FEN | Fenixs-HPB FEN             | Fenixs-HPB FEN |
| -------------- | -------------------------- | -------------- |
| Num            | Coureuse                   | Pos            |
| 181            | Svetlana Boubnenkova (RUS) | 16e            |
| 182            | Liane Bahler (GER)         | AB             |
| 183            | Natalja Bojarskaja (RUS)   | AB             |
| 184            | Stefanie Gronow (GER)      | AB             |
| 185            | Oxana Kozonchuk (RUS)      | AB             |
| 186            | Laura Morfin (MEX)         | AB             |

| Suisse SUI | Suisse SUI           | Suisse SUI |
| ---------- | -------------------- | ---------- |
| Num        | Coureuse             | Pos        |
| 192        | Sarah Grab           | AB         |
| 193        | Andrea Kuster        | AB         |
| 194        | Dolores Mächler-Rupp | AB         |
| 195        | Karin Steiner        | AB         |
| 196        | Iris Zwahlen         | AB         |

| Lotto-Belisol Ladiesteam LBL | Lotto-Belisol Ladiesteam LBL | Lotto-Belisol Ladiesteam LBL |
| ---------------------------- | ---------------------------- | ---------------------------- |
| Num                          | Coureuse                     | Pos                          |
| 201                          | Martine Bras (NED)           | AB                           |
| 202                          | Sara Carrigan (AUS)          | 30e                          |
| 203                          | Lieselot Decroix (BEL)       | 13e                          |
| 204                          | Catherine Delfosse (BEL)     | AB                           |
| 206                          | Grace Verbeke (BEL)          | 37e                          |
| 209                          | Kim Schoonbaert (BEL)        | AB                           |

| Lituanie LTU | Lituanie LTU        | Lituanie LTU |
| ------------ | ------------------- | ------------ |
| Num          | Coureuse            | Pos          |
| 211          | Daiva Tušlaitė      | 52e          |
| 212          | Edita Janeliūnaitė  | AB           |
| 213          | Urtė Juodvalkytė    | AB           |
| 214          | Rasa Leleivytė      | AB           |
| 215          | Agnė Miliškevičiūtė | AB           |
| 216          | Edita Ungurytė      | AB           |

| Vienne Futuroscope FUT | Vienne Futuroscope FUT       | Vienne Futuroscope FUT |
| ---------------------- | ---------------------------- | ---------------------- |
| Num                    | Coureuse                     | Pos                    |
| 221                    | Marina Jaunâtre (FRA)        | 12e                    |
| 222                    | Sonia Bazire (FRA)           | AB                     |
| 223                    | Mélanie Bravard (FRA)        | AB                     |
| 224                    | Karine Gautard-Roussel (FRA) | 55e                    |
| 225                    | Nathalie Jeuland (FRA)       | AB                     |
| 226                    | Emmanuelle Merlot (FRA)      | AB                     |

| Uniqa UNG | Uniqa UNG                    | Uniqa UNG |
| --------- | ---------------------------- | --------- |
| Num       | Coureuse                     | Pos       |
| 231       | Lada Kozlíková (CZE) (route) | 54e       |
| 232       | Daniela Pintarelli (AUT)     | AB        |
| 233       | Edwige Pitel (FRA)           | 21e       |
| 234       | Monika Schachl (AUT)         | 28e       |
| 235       | Bernadette Schober (AUT)     | AB        |
| 236       | Veronika Sprügl (AUT)        | AB        |

Source.